# Fontenai-les-Louvets
Fontenai-les-Louvets è un comune francese di 258 abitanti situato nel dipartimento dell'Orne nella regione della Normandia.

## Società

### Evoluzione demografica
Abitanti censiti